# Brasilodontus
Brasilodontus är ett släkte av insekter. Brasilodontus ingår i familjen syrsor.
Kladogram enligt Catalogue of Life:
| Brasilodontus | \| \| Brasilodontus mucuriensis \| \| \| \| \| \| Brasilodontus riodocensis \| \| \| \| |
|               | \| \| Brasilodontus mucuriensis \| \| \| \| \| \| Brasilodontus riodocensis \| \| \| \| |
|               | Brasilodontus mucuriensis                                                               |
|               |                                                                                         |
|               | Brasilodontus riodocensis                                                               |
|               |                                                                                         |